# Hans van den Broek
Henri "Hans" van den Broek, född 11 december 1936 i Paris, död 22 februari 2025, var en nederländsk politiker och diplomat. Han var ledamot av Generalstaternas underhus 1976–1981 för Katolska Folkpartiet/Kristdemokratisk appell. Han var därefter utrikesminister i Ruud Lubbers regering 1982–1993 och var en av delegaterna som förhandlade fram Brionideklarationen som avslutade kriget mellan Jugoslavien och Slovenien 1991. Han utnämndes 1993 till kommissionär i europeiska kommissionen och ansvarade i Jacques Delors tredje kommission och i Santer-kommissionen för yttre förbindelser med Öst- och Centraleuropa och utvidgningen av EU. Han avgick med resten av Santer-kommissionen 1999 sedan oegentligheter uppdagats inom kommissionen.